# Lone Star (serie televisiva)
Lone Star è una serie televisiva statunitense creata da Kyle Killen per il network Fox. La serie ha debuttato il 20 settembre 2010 ed è stata cancellata dopo due episodi trasmessi.

## Trama
Robert Allen è un truffatore texano che conduce due vite separate. A Houston è sposato con Cat e lavora per suo suocero, un magnate dell'industria petrolifera. A Midland conduce invece una seconda vita insieme alla fidanzata Lindsey, anch'essa ignara della sua doppia identità.

## Personaggi e interpreti
- Robert/Bob Allen, interpretato da James Wolk.
- Cat Thatcher, interpretata da Adrianne Palicki.
- Lindsay, interpretata da Eloise Mumford.
- John Allen, interpretato da David Keith.
- Drew Thatcher, interpretato da Bryce Johnson.
- Trammell Thatcher, interpretato da Mark Deklin.
- Grace Thatcher, interpretata da Alexandra Doke.
- Clint Thatcher, interpretato da Jon Voight.

## Episodi
Il primo e secondo episodio sono stati seguiti rispettivamente da 4.06 milioni e 3.2 milioni di telespettatori. Il calo di ascolti ha causato la cancellazione della serie.
| nº | Titolo originale    | Titolo italiano | Prima TV USA      | Prima TV Italia |
| -- | ------------------- | --------------- | ----------------- | --------------- |
| 1  | Pilot               |                 | 20 settembre 2010 |                 |
| 2  | One in Every Family |                 | 27 settembre 2010 |                 |
| 3  | Unveiled            |                 | 4 ottobre 2010    |                 |
| 4  | Small Time          |                 | 11 ottobre 2010   |                 |
| 5  | Near Mrs.           |                 | 18 ottobre 2010   |                 |
| 6  | Cost of Living      |                 | 8 novembre 2010   |                 |